# Zaurbek Sokhiev
Zaurbek Sokhiev, né le 1er juin 1986 à Tachkent, est un lutteur libre ouzbek d'origine ossète.
Champion du monde dans la catégorie des moins de 84 kg en 2009, il a aussi remporté l'argent en 2010 et le bronze en 2006 et 2007. Il a participé aux Jeux olympiques d'été de 2008 et de 2012.
Il est médaillé d'argent aux Championnats d'Asie en 2006 et médaillé de bronze en 2008 ; il est aussi médaillé d'argent aux Jeux asiatiques de 2006.